# Batasang Pambansa
De Batasang Pambansa (Engels: National Assembly), ook wel bekend als de Batasan was het parlement van de Filipijnen van 1978 tot 1986. Na de inwerkingtreding van de grondwet van 1973 werd het bestaande Congres vervangen door de Iterim Batasan Pambansa. In 1984 ging het parlement verder onder de naam Regular Batasan Pambansa. Het Batasang Pambansa bestond uit een kamer. De enige andere perioden dat de Filipijnen een eenkamerig parlement kende was van ten tijde van het Malolos Congres in 1898 en 1899 en in de eerste periode van het Gemenebest van de Filipijnen van 1935 tot 1941.
Tegenwoordig verwijst de term naar het Batasang Pambansa complex aan de Batasan Road in Quezon City, waar het toenmalige parlement en het huidige Filipijns Huis van Afgevaardigden samenkomt. Daarnaast wordt het complex ook gebruikt voor zaken als het gezamenlijke sessies van totale Filipijns Congres, het bevestigen van verkiezingsuitslagen en de jaarlijkse State of the Nation Address (SONA) toespraak van de president.